# Sturnira erythromos
Sturnira erythromos (Tschudi, 1844) è un pipistrello della famiglia dei Fillostomidi diffuso nell'America meridionale.

## Descrizione

### Dimensioni
Pipistrello di piccole dimensioni, con la lunghezza della testa e del corpo tra 53 e 59 mm, la lunghezza dell'avambraccio tra 39,2 e 48 mm, la lunghezza del piede tra 8 e 16,8 mm, la lunghezza delle orecchie tra 13 e 18,7 mm e un peso fino a 23 g.

### Aspetto
La pelliccia è soffice e con i singoli peli tricolori. Il colore generale del corpo è marrone scuro con la base dei peli più scura, la fronte è più scura. Sono presenti dei ciuffi di lunghi peli ocracei intorno a delle ghiandole situate su ogni spalla. Il muso è corto e largo. La foglia nasale è ben sviluppata e lanceolata, con la porzione anteriore saldata al labbro superiore. Le orecchie sono corte, triangolari, con l'estremità arrotondata ed ampiamente separate. Il trago è corto ed affusolato. Le membrane alari sono nerastre e attaccate posteriormente sulle caviglie. I piedi sono ricoperti di peli. È privo di coda e di calcar, mentre l'uropatagio è ridotto ad una frangia di peli lungo la parte interna degli arti inferiori. Il cariotipo è 2n=30 FNa=56.

## Biologia

### Comportamento
Si rifugia nelle cavità degli alberi.

### Alimentazione
Si nutre di frutta.

### Riproduzione
Danno alla luce un piccolo alla volta tra novembre e gennaio. Femmine che allattavano sono state osservate nel mese di aprile.

## Distribuzione e habitat
Questa specie è diffusa in Colombia, Venezuela, Ecuador, Perù, Bolivia e Argentina nord-occidentale.
Vive nelle foreste fino a 1.300 metri di altitudine.

## Conservazione
La IUCN Red List, considerato il vasto areale e la popolazione presumibilmente numerosa, classifica S.erythromos come specie a rischio minimo (Least Concern)).